# 里约诺沃
里约诺沃是巴西米纳斯吉拉斯州的一个市镇。总面积207.559平方公里，总人口8897人，人口密度42.9人/平方公里。